# Wielka Hala Ludowa

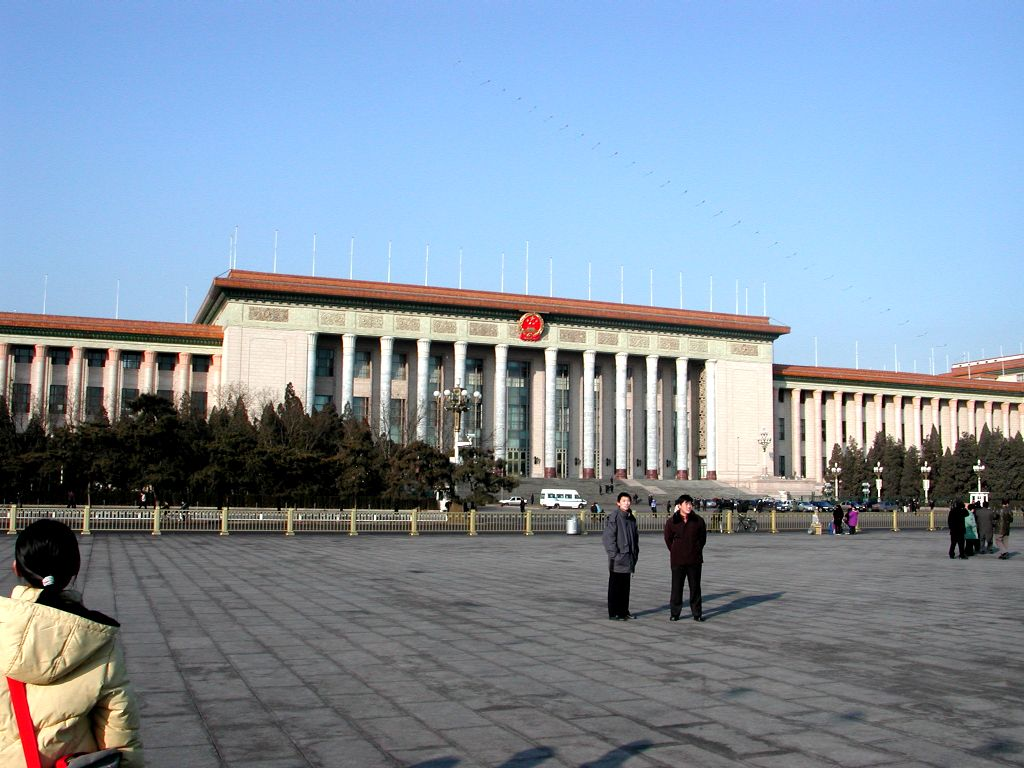
Wielka Hala Ludowa

Wielka Hala Ludowa (chin.upr. 人民大会堂; chin.trad. 人民大會堂; pinyin: Rénmín Dàhuìtáng) – budynek zlokalizowany po zachodniej stronie Placu Tian’anmen w Pekinie, pełniący przede wszystkim funkcję parlamentu ChRL.
Wielka Hala Ludowa została wzniesiona w okresie od listopada 1958 do września 1959 roku, dla uczczenia 10. rocznicy powstania ChRL.
Budynek zajmuje powierzchnię 171 800 m² i podzielony jest na trzy części. Środkowa część budynku, wyższa od bocznych, stanowi główne wejście. Nad wielkimi, wykonanymi z brązu drzwiami zawieszone jest godło ChRL, zaś po obydwu stronach znajduje się sześć 25-metrowych kolumn.
Wewnątrz, w zachodniej części mieści się sala audytoryjna o powierzchni 90 000 m², mogąca pomieścić 9700 osób, w części północnej sala bankietowa na 5000 osób, zaś w części południowej biura Stałego Komitetu OZPL.
Sala audytoryjna jest miejscem obrad Ogólnochińskiego Zgromadzenia Przedstawicieli Ludowych, zaś pomiędzy jego sesjami służy jako miejsce rozmaitych konferencji i koncertów.